# Türkistan
Turkistan (Kazachs: Түркістан, Türkistan; Russisch: Туркестан, Turkestan) is een - met district gelijkgestelde - stad in de oblast Türkistan in Kazachstan. 

## Geschiedenis
De stad was in de eerste eeuwen van de Westerse jaartelling gelegen in het oude Kangju, mogelijk was de toenmalige naam Beitan, de stadnaam waarmee de zomerhoofdstad van Kangju werd aangeduid in het Boek van de Han. De stad groeide, gekend met zijn toenmalige namen Yasi of Shavgar, uit tot een commercieel centrum doordat het deze rol kon overnemen na het verval van het enkele tientallen kilometers meer zuidoostelijk gelegen Otrar.
Op 31 maart 2021 werd Turkistan uitgeroepen tot Spirituele Hoofdstad van de Turkse Wereld middels de Declaratie van Türkistan, tijdens een vergadering van de Organisatie van Turkse Staten.

## Geografie
De vruchtbare oevers van de Syr Darja liggen zo'n 15 km in zuidwestelijke richting ten opzichte van de stad. De stad was gelegen op de grens van de Kazachse steppen in het noorden en Transoxanië vlak ten zuiden van de stad. De oblasthoofdstad Şımkent ligt 160 km in het zuidoosten.
De stad is een stopplaats op de Trans-Aralspoorlijn, gelegen tussen Qızılorda ten noorden en Tasjkent ten zuiden, in Oezbekistan.

## Demografie
Begin 2015 telde deze stad circa 250.000 inwoners, waarvan 53% Kazachen en 45% Oezbeken. 

## Bezienswaardigheden
- Mausoleum van Hodja Ahmed Yasavi